# Sepultura
Sepultura este o formație braziliană heavy metal ce a vândut până în prezent aproximativ 20 de milioane de albume în întreaga lume. Numele înseamna "mormânt" în limba portugheză, și a fost ales de către Max Cavalera, unul dintre membrii fondatori, pe când traducea versurile piesei "Dancing on Your Grave" a trupei Motörhead.

## Biografie
Sepultura a fost fondată în Belo Horizonte, Brazilia în anul 1984 de către Max Cavalera (chitară), fratele său mai mic Igor Cavalera (baterie), Walter Silva, Paulo Jr. (chitară bas) și Jairo Guedes (chitară). Sepultura a semnat un contract cu Cogumelo Records după câțiva ani de prestație. Walter Silva a fost basistul original, dar a părăsit trupa la scurt timp după primul lor turneu, din motive personale. Primul lor EP s-a intitulat Bestial Devastation, pe care l-au împărțit cu trupa Overdose, pe cealaltă parte a discului.

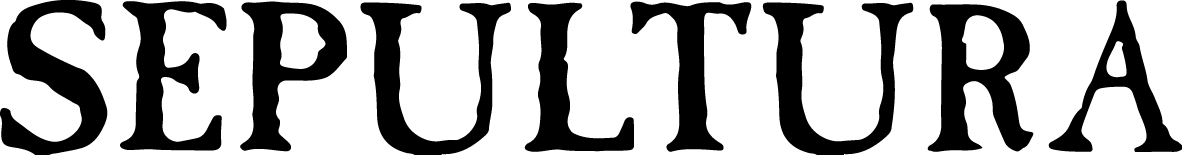
Logo

Primul LP a fost Morbid Visions (1986), care includea "Troops of Doom", o piesă care a atras o oarecare atenție asupra trupei. După acest album, Jairo Guedes a părăsit formația, chitaristul Andreas Kisser din São Paulo luându-i locul. Al doilea album întreg Schizophrenia (1987) a avut un succes critic neașteptat, care a condus la încheierea unui contract cu Roadrunner Records. Albumul reprezintă deja afirmarea trupei pe piața internațională, dar și recunoașterea lor pe scena metal golbal.
Cu Roadrunner distribuind Schizophrenia în toată lumea, Sepultura a câștigat un număr impresionant de fani, peceltuit în 1989 cu Beneath the Remains, urmat de un lung turneu european. Cu acest album trupa își schimbă stilul din death metal în thrash metal. În momentul lansării următorului album Arise în 1991, Sepultura se afla în Phoenix, Arizona și devenea una dintre cele mai apreciate formații metal ale anilor '90. Aceste două albume a fost o influiență importantă pentru trupele din acea perioadă și sunt printre cele mai bune, sau chiar cele mai bune, albume Sepultura.
Chaos A.D. a fost lansat în 1993 și a devenit un alt album-hit al comunității metal și a contribuit la nașterea genului groove metal. Trupa a continuat în 1996 cu albumul Roots, în care trupa a experimentat elemente preluate din muzica triburilor indigene din Brazilia și thrash metal tradițional cu sound lent din aria nu metal. Acest album a fost numit de către critici cel mai reușit ca și producție și management, comparat cu "Black Album" de la Metallica.
În paralel, în 1994, Max și Igor, împreună cu Alex Newport (de la Fudge Tunnel) au înregistrat un LP cu un sound industrial intitulat Point Blank, sub numele Nailbomb.
În culmea gloriei, o serie de evenimente nefericite au dezbinat trupa. În timpul turneului de promovare al albumului "Roots" moare fiul vitreg al lui Max, Dana Wells, într-un accident de mașină. După înmormântarea acestuia situația în trupă devenise destul de tensionată după ce Andreas dorește concedierea soției lui Max, Gloria, din postul de manager. Max refuza cu vehemență acest lucru și părăsește Sepultura, formând trupa Soulfly. Ultimul concert al lui Max Cavalera cu Sepultura a fost in Brixton Academy, Anglia pe data de 16 decembrie 1996.
 În locul lui Max Cavalera a fost cooptat afro-americanul Derrick Green, cu care Sepultura a scos albumul Against în 1998. Acest LP a avut mai puțin succes decât predecesoarele, la fel și urmatorul album Nation din 2001.
A urmat Roorback în 2003, care a primit critici pozitive, iar în 2005 dublul-DVD și dublul-CD Live In São Paulo.
A urmat albumul Dante XXI care a fost lansat în martie 2006 și a fost inspirat din Divina Comedie a lui Dante. Discul a fost apreciat de critici și foarte bine primit de fani.
În 12 iunie 2006 s-a anunțat oficial plecarea din trupă lui Igor Cavalera din motive familiale. Jean Dolabella (ex-Udora) i-a luat locul, care a compus partitura pentru baterie la albumul A-Lex (2009).
După plecarea lui Jean Dolabella, Eloy Casagrande îi i-a locul și cumpune partitura pentru baterie la albumele Kairos (2011), The Mediator Between Head and Hands Must Be the Heart (2013) și pentru noul album Machine Messiah (2017)

## Discografie

### Albume
| Data lansării      | Titlul                                                | Casa de discuri                                         |
| 10 noiembrie, 1986 | Morbid Visions                                        | Cogumelo Records Roadrunner Records (1990 - Remastered) |
| 30 octombrie, 1987 | Schizophrenia                                         | Cogumelo Records Roadrunner Records (1990 - Remastered) |
| 7 aprilie, 1989    | Beneath the Remains                                   | Roadrunner Records                                      |
| 25 martie, 1991    | Arise                                                 | Roadrunner Records                                      |
| 19 octombrie, 1993 | Chaos A.D.                                            | Roadrunner Records Epic Records                         |
| 20 februarie 1996  | Roots                                                 | Roadrunner Records                                      |
| 6 octombrie, 1998  | Against                                               | Roadrunner Records                                      |
| 20 martie, 2001    | Nation                                                | Roadrunner Records                                      |
| 27 mai, 2003       | Roorback                                              | SPV Records                                             |
| 14 martie, 2006    | Dante XXI                                             | SPV Records                                             |
| 23 ianuarie, 2009  | A-Lex                                                 | SPV Records                                             |
| 24 iunie, 2011     | Kairos                                                | Nuclear Blast Records                                   |
| 25 octombrie, 2013 | The Mediator Between Head and Hands Must Be the Heart | Nuclear Blast Records                                   |
| 13 ianuarie, 2017  | Machine Messiah                                       | Nuclear Blast Records                                   |
| 2020               | Quadra                                                | Nuclear Blast Records                                   |

## Membri

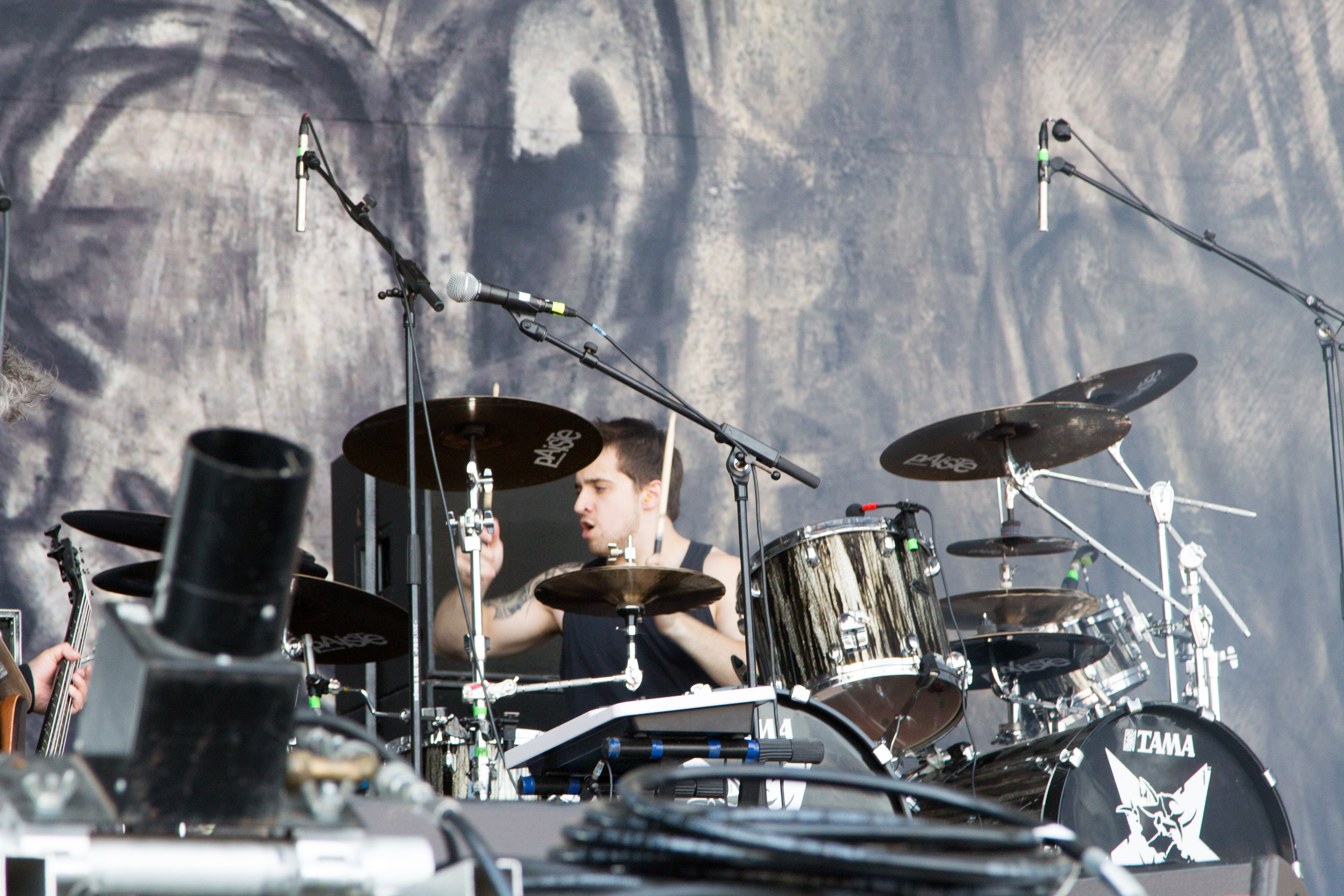
Eloy Casagrande (Nova Rock 2014)

### Membri actuali
Andreas Kisser - chitară 
Derrick Green - voce
Paulo Jr. - chitară bas 
Greyson Nekrutman - baterie

### Foști membri
Max Cavalera - voce, chitară 
Igor Cavalera - baterie 
Jairo Guedes - chitară 
Walter Silva - chitară bas 
Wagner Lamounier - voce, chitară